# 英格兰和威尔士

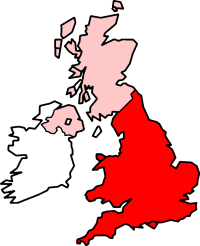
英格蘭、威爾斯（紅色）和聯合王國的其餘部分（粉紅色）

英格蘭及威爾斯是英國的一個政治和法律用語。是英国四个构成国中的英格蘭和威爾斯的合称，不包括蘇格蘭和北愛爾蘭。
由于英国合并威爾斯后威尔斯地区也採用英格蘭法律，和英格蘭一起成为英国憲制的繼承者，因此在国际私法中英格蘭和威爾斯被視為同一實體。

## 词源
在聯合王國中，儘管威爾斯国有異于英格蘭国的種族和文化，但并非是独立国家。
1999年，威爾斯國民議會根據《1998年威爾斯政府法令》，由英國國會下放權力成立，使威爾斯開始了一定程度的自治，包括更改國會所訂英格蘭法律的權力。這些權力在《2006年威爾斯地方政府法案》通過後獲進一步擴展，現在威爾斯議會政府已經可以就區內事務自行立法。
英格蘭和威爾斯是首先在古罗马時期被合併管治，當時是作為羅馬帝國的一個省。威爾斯法律是起初由當時統治威爾斯大部分地區的國王豪厄尔达轉錄為成文法，然而1284年的《罗德兰法令》將威爾斯的刑事法律以英格蘭法律取代。民事法律則繼續使用威爾斯本身的法律，直至16世紀併入英格蘭為止。

## 法律
作為英格蘭王國的共同憲制繼承者，英格蘭和威爾斯在絕大多數的事務上都是被視為一體的。蘇格蘭法律的存續在《1707年聯合法案》中獲得了保証，所以和英格蘭法律（及1801年之後的愛爾蘭法律）依舊分開。除了1967年和1993年的《威爾斯語法案》、《1998年威爾斯地方政府法》和2006年以後威爾斯議會通過的法案不在英格蘭執行外，威爾斯和英格蘭是使用同一個法律系統。
英格蘭征服威爾斯並通過1284年的《罗德兰法令》後，威爾斯和英格蘭成為了一個共主邦聯，又在《1535-1542年威爾斯法律法案》通過後在法律體系上與英格蘭合併，但成文法中的「英格蘭」仍然不包括威爾斯。《1746年威爾斯和貝維克法案》通過後，規定所有將來的法律中，「英格蘭」預設包括威爾斯，直到1967年法案廢除。現今法律皆使用「英格蘭和威爾斯」，以明文規定適用的法律實體。
聯合王國的其他構成國（蘇格蘭和北愛爾蘭）及各皇家屬地在國際司法上都被視為單獨的實體，但是在國際法上還是被視為統一的英國的一分子。

### 公司註冊
在公司註冊的法定程序上，英格蘭和威爾斯被視為單一實體，使用著同一份公司註冊記錄（載列的公司都「在英格蘭和威爾斯註冊」），與蘇格蘭和北愛爾蘭分開。然而在威爾斯則可以威爾斯語名字註冊公司。

### 其他團體
法律以外的其他團體的取態不一。某些團體以「英格蘭和威爾斯」的地域組成，某些則否。
體育方面，板球由英格蘭和威爾斯板球理事會組成英格兰板球队出賽，而足球、橄欖球和其他體育活動一般都實行分隊出賽。
一些宗教團體以「英格蘭和威爾斯」區域作為教區，例如羅馬天主教會。1920年威爾斯聖公會成立以前，英國聖公會統一管理英格蘭和威爾斯的教區。
選舉委員會保持著一份按活動地區排列的政黨名單。直至2007年3月，共有8個團體在「英格蘭和威爾斯」活動，相對于只在英格蘭活動的197個和只在威爾斯活動的11個，當中最大的是英格蘭和威爾斯綠黨。
英格蘭和威爾斯有自己的排名表（詳見英格蘭和威爾斯排名表），和北愛爾蘭、蘇格蘭及其他英聯邦王國的有所不同。
英格蘭和威爾斯的國家公園有自己特色的法律框架和歷史。

## 地理
如果把英格蘭和威爾斯當作英國的一個分區，該區將有人口53,390,300人，佔整個聯合王國的89%。總面積則有151,174平方公里。
1955年加的夫被確立為威爾士的首府。